# Angelcorpse
Angelcorpse varr ett amerikanskt death metal-band från Kansas City i Kansas som bildades 1995. Bandet splittrades 1999 för att sedan återförenas 2006. Angelcorpse splitrades åter 2009, men återföränades 2015 till 2017.
Bandet spelar en brutal och snabb form av death metal. Ofta har bandet antikristen lyrik i sina låtar, vilket klargjordes redan i titlarna som i exemplet Phallelujah. Under 1998 flyttade bandet till dödsmetallmeckat Tampa i Florida som bland annat är känt som hemort till Deicide och Cannibal Corpse.

## Medlemmar
Senaste medlemmar
- Pete Helmkamp – basgitarr, sång (1995–2000, 2006–2009, 2015–2017)
- Gene Palubicki – gitarr (1995–2000, 2006–2009, 2015–2017)

Tidigare medlemmar
- John Longstreth – trummor (1996–1998, 2006–2007)
- Bill Taylor – gitarr (1996–1998)
- Tony Laureano – trummor (1999–2000)
- Paul Collier – trummor (2008)

Turnerande medlemmar
- Kelly Mclauchlin – gitarr (2008)
- Steve Bailey – gitarr
- Alex Camargo – sång (2009)
- Gina Ambrosio – trummor (2006)
- J.R. Daniels – trummor (2008)
- Warhead (Terry Eleftheriou) – trummor (2008–2009)
- Ronnie Parmer – trummor (2015–2016)
- Andrea Janko – trummor (2016–2017)
- Francesco Ponga – gitarr (2017)

## Diskografi
Demo
- 1996 – Goats to Azazael

Studioalbum
- 1996 – Hammer of Gods
- 1998 – Exterminate
- 1999 – The Inexorable
- 2007 – Of Lucifer and Lightning

Livealbum
- 2002 – Death Dragons of the Apocalypse

Singlar
- 1997 – "Nuclear Hell"
- 1997 – "Wolflust"

Samlingsalbum
- 2001 – Iron, Blood & Blasphemy

Annat
- 1999 – Winds of Desecration / Hellstorm - Chaosrape (delad 7" vinyl med Martire)